# Uranotaenia davisi
Uranotaenia davisi är en tvåvingeart som beskrevs av Lane 1943. Uranotaenia davisi ingår i släktet Uranotaenia och familjen stickmyggor. Inga underarter finns listade i Catalogue of Life.